# Jana Uskova
Jana Viktorovna Uskova (in russo Яна Викторовна Ускова?; Majkop, 28 settembre 1985) è un'ex pallamanista russa, di ruolo ala destra.
Con la maglia della nazionale russa ha vinto l'argento olimpico ai Giochi di Pechino 2008.

## Palmarès

### Club
- Coppa di Russia: 5

Rostov-Don: 2007, 2008
Zvezda Zvenigorod: 2014

### Nazionale
- Argento olimpico: 1

Pechino 2008
- Campionato mondiale

 Oro: Russia 2005, Francia 2007

### Individuale
- Migliore ala destra al campionato mondiale: 1

Francia 2007